# Injoux-Génissiat

Injoux-Génissiat este o comună în departamentul Ain din estul Franței.